# Dilip Bukti
Dilip Bukti is een bestuurslaag in het regentschap Aceh Besar van de provincie Atjeh, Indonesië. Dilip Bukti telt 595 inwoners (volkstelling 2010).